# Neuman & Esser
Das Familienunternehmen NEUMAN & ESSER mit Gründungssitz in Aachen (kurz NEA für NEUMAN & ESSER Aachen) ist ein Hersteller von Kolbenkompressoren, Membrankompressoren sowie Mahl- und Sichtsystemen. Im Produktportfolio befinden sich zudem Wasserstoffproduktionssysteme wie Elektrolyseure und Dampfreformierer. Das Unternehmen produziert vor allem für die Marktsegmente Öl und Gas, Chemie und Petrochemie, Lebensmittelindustrie sowie Erneuerbare Energien.

## Geschichte
Die Wurzeln der Firma NEUMAN & ESSER reichen zurück bis in das Zeitalter der industriellen Revolution.

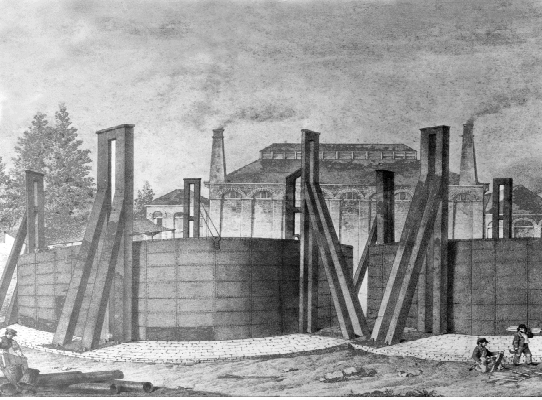
Gasbehälter in Köln 1841

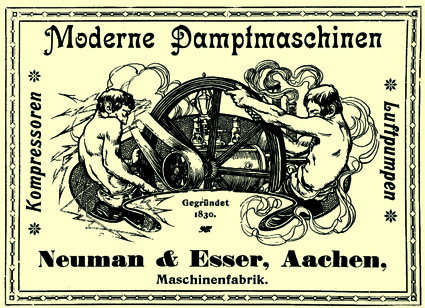
Erstes Logo von Neuman & Esser

Johann Leonard Neuman, 1796 in Eupen als Sohn des Tuchfabrikanten Walter Kornelius Neuman geboren, zog 1821 nach Aachen und gründete dort unter der Firma Neuman & Bilstein zunächst eine Kupferschmiedewerkstatt. Mit Eintritt seines Schwagers Theodor Esser (* 1802 in Lechenich) und seines jüngeren Bruders Friedrich August Neuman (1805–1881) wandte man sich dem Maschinenbau zu, firmierte ab 1829 als J. L. Neuman & Cie. Maschinenfabrik und ab 1830 als NEUMAN & ESSER Aachen (NEA). 1841 baute dieses Unternehmen u. a. in Zusammenarbeit mit der britischen Imperial-Continental-Gas-Association die ersten Gasbehälter Deutschlands in Köln. 1845 galt es als eine der bedeutendsten Kupferschlägereien in der Rheinprovinz.
Nach dem Tod Johann Leonard Neumans im August 1848 verließ Friedrich August das Unternehmen und gründete zum 1. Januar 1849 eine eigene Kupferschmiedewerkstatt in der Kleinmarschierstraße 1222, die später als Neuman F. A. GmbH & Co. KG firmierte. Er stellte zunächst Brandspritzen, Gasbehälter sowie Siederöhren für Dampfmaschinen und Lokomotiven her.
Der Hauptbetrieb wurde unter dem alten Namen NEUMAN & ESSER von Theodor Esser weitergeführt. Produziert wurden hydraulische Pressen, Wälzdekatoren, Oszillant-Dampfmaschinen und Schermaschinen. Darüber hinaus gehörte auch damals schon die Instandsetzung schadhafter Maschinen zum Geschäft. 1888 bezog NEUMAN & ESSER eine neue und größere Montagehalle in der Clasenstraße, in der Nähe des Aachener Westbahnhofs.

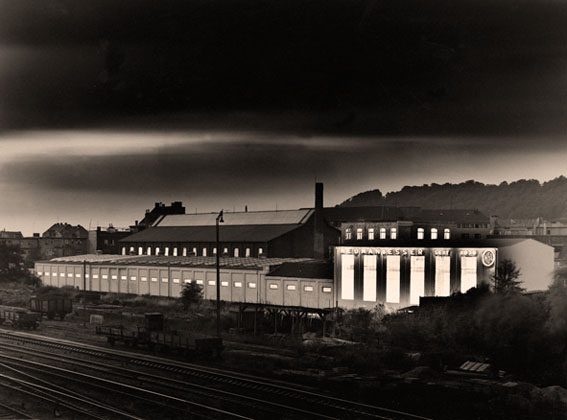
Maschinenhalle am Westbahnhof

Nach dem Tod Theodor Essers übernahm 1891 Oscar Peters als alleiniger Inhaber die Maschinenfabrik. Seitdem ist NEUMAN & ESSER im Besitz der Familie Peters.
Um 1900 erweitert NEA das Programm um Kolben-Dampfmaschinen und Kolben-Kompressoren, Vakuum- und Flüssigkeitspumpen sowie Trockenanlagen. 1930/1931 folgten die Zerkleinerungsanlagen. NEUMAN & ESSER übernahm von dem insolventen Aachener Unternehmen Mehler die Lizenzen zum Bau von Pendelmühlen nach Patent von Raymond. Zeitgleich entwickelte NEA die ersten ölfreien Trockenlaufverdichter. Die ölfreien Verdichter fanden Anwendung in Brauereien und der stärker werdenden Lebensmittelindustrie. Sie wurden aber auch in der chemischen Industrie zunehmend eingesetzt.
Da das wachsende Unternehmen immer mehr Platz benötigte, bezogen NEUMAN & ESSER 1972 ein neues Fabrikgelände in Übach-Palenberg, 20 km vor Aachen. Damals zählte das Maschinenbauunternehmen 250 Mitarbeiter. 2024 sind es mehr als 1.500 Mitarbeiterinnen und Mitarbeiter weltweit. Denn mit dem Wechsel des Firmensitzes wurden die Weichen für die Entwicklung vom Einzelunternehmen zur Unternehmensgruppe mit Standorten in zwölf Ländern gestellt.
Die Gründung der NEUMAN & ESSER Kundendienst GmbH und ihrer späteren Umbenennung in NEAC Compressor Service GmbH & Co. KG in den 1980er Jahren läutete die Dezentralisierung ein. Die Übernahmen der Maschinenfabrik Wurzen GmbH im Jahr 1991 in Sachsen und des Lieferanten Stasskol Kolbenstangendichtungen im Jahr 2001 führten zur Ausweitung des Kerngeschäfts für Kompressoren.
Immer stärker konzentrierte sich das Unternehmen auf Kolbenverdichter und Mahlanlagen. Nischenprodukte wie etwa der Behälterbau wurden aus dem Produktionsprogramm genommen.
2008 übernahm die vierte Generation der Familie Peters, Alexander und Stefanie, die Geschäftsleitung. Seit 2010 positioniert sich NEUMAN & ESSER als Grüner Maschinenbauer und setzt mit neuen Produkten auf Ressourcenschonung und Energieeffizienz.
Im Jahr 2015 erwarb NEUMAN & ESSER das Familienunternehmen Andreas Hofer Hochdrucktechnik GmbH. Die Unternehmen arbeiteten bereits seit 1995 im Rahmen einer Vertriebskooperation erfolgreich zusammen. Beide Familienunternehmen verbinden die Technologieführerschaft in ihren jeweiligen Märkten und die Herstellung von kundenspezifischen Anlagen in Nischenmärkten. Für NEUMAN & ESSER bedeutete der Erwerb von Andreas Hofer Hochdrucktechnik GmbH, der Produkte und des Knowhows von Membrankompressoren, Hochdruck Kolbenkompressoren und Armaturen eine Ergänzung bzw. Ausweitung ihres eigenen Produktportfolios um weitere Spitzentechnologie "made in Germany".

## Geschäftsbereiche
Die Kolbenkompressoren wie auch die Mühlen entwickelten sich zunehmend von der Einzelmaschine zu Kompressoren- bzw. Mahl- und Sichtsanlagen. NEUMAN & ESSER produziert zwar ausschließlich an vier Standorten in Deutschland und einem Standort in USA, der Zusammenbau und die Instandhaltung der Gesamtanlagen erfolgen jedoch durch 29 Tochterunternehmen für Vertrieb und Anlagentechnik sowie Service an strategischen Punkten weltweit. Den 29 operativen Firmen sind drei Holdings in Deutschland, USA und China übergeordnet.
Neben der Produktion von Kompressoren- und Kompressoranlagen sowie Mahl- und Sichtsystemen setzt NEUMAN & ESSER auf Serviceleistungen. Den 1983 gegründeten Kundendienst gliederte NEA 1988 als NEAC Compressor Service als eigenständige Gesellschaft aus. In den ersten zehn Jahren nach 1988 war die NEAC ein gemeinsames Joint-Venture mit Atlas Copco. Das durch den großen Partner zur Verfügung stehende globale Vertriebsnetzwerk ermöglichte den direkten Einstieg in das internationale Geschäft. Die klare Trennung zwischen After Market und Neumaschinengeschäft brachte nicht nur eine höhere Transparenz, sondern auch einen eindeutigen Fokus der Geschäftsbereiche.

### Kompressoren
Die Kolbenkompressoren von NEA verdichten Luft und technische Gase. Ölfreie und geschmierte Kolbenverdichter im Leistungsbereich bis 100.000 Nm³/h Ansaugvolumen, 30.000 kW Antriebsleistung und 1.000 bar Enddruck werden am Stammsitz in Übach-Palenberg sowie in Wurzen produziert, wobei in Übach-Palenberg die größeren und in Wurzen die kleineren Baugrößen gefertigt werden. Die Kernkompetenz im Bereich der Fertigung von Kompressoren wurde auch durch die Übernahme von STASSKOL, eines Herstellers von Kolbenringen und Dichtungssystemen, erweitert. Durch den Erwerb der Andreas Hofer Hochdrucktechnik GmbH erweiterte NEUMAN & ESSER sein Produktportfolio um Membran- und Kolbenverdichter sowie Armaturen im Hochdruckbereich. Damit kann das gesamte Produktspektrum von Niederdruck bis 5.000 bar aus einer Hand von höchster Qualität angeboten werden. Dies beinhaltet alle Aktivitäten, die sich auf die Bereiche Konstruktion & Fertigung von Membran-, Kolbenmaschinen und Armaturen sowie OEM-Ersatzteile, Service & Wartung, Umbau & Modernisierung vorhandener Anlagen der Marke "NEA|HOFER'' beziehen.

### Mahl- und Sichtsysteme
Seit 1930 baut NEUMAN & ESSER Mahl- und Sichtsysteme; begonnen hat das Unternehmen mit Pendelmühlen. Diese besonders robuste Mühlenbauart beherrschte lange Zeit den Markt. Obwohl sie in mancher Hinsicht verbessert wurde, beispielsweise beim Antrieb, haben sie sich bis heute im Grunde kaum geändert. 1994 erfolgte die Markteinführung einer eigenen Prallsichtermühle, für die NEA 1998 das Patent erhielt.
Die Anwendungsgebiete der NEA Mühlen liegen in der keramischen und chemischen Industrie, bei der Pigment-Herstellung sowie in der Aufbereitungstechnik. In den letzten Jahren folgten die Bereiche Pulverlack-Produktion, Süßwaren- bzw. Lebensmittelindustrie und Kreislaufwirtschaft.

### After Market
Die NEAC Compressor Service ist die Kundendienstorganisation für alle Kolben- und Membranverdichterprodukte von NEUMAN & ESSER. Darüber hinaus besitzt NEA die Original-Auftragsunterlagen und Originalzeichnungen der Verdichterfabrikate von Andreas Hofer, Linde, Esslinger / GHH, Demag, MaFa Wurzen, Chicago Pneumatic, Halberg, KSB (Erhardt & Sehmer) and PPC (PENN Process Compressors). Des Weiteren hat NEUMAN & ESSER den gesamten Geschäftsbereich After-Sales Service der Borsig-Berlin Kolbenkompressoren von MAN Turbo erworben, die bis Ende 1995 gebaut wurden.

## Standorte

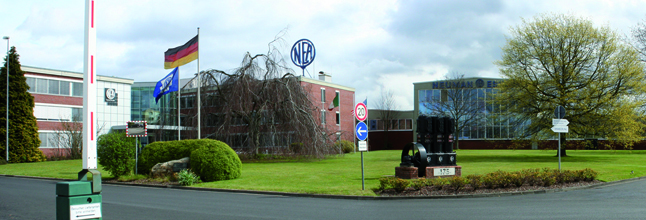
Neuman & Esser Stammsitz in Übach-Palenberg

### Deutschland
- Übach-Palenberg (Nordrhein-Westfalen, Stammsitz)
- Aachen (Nordrhein-Westfalen)
- Wurzen (Sachsen)
- Staßfurt (Sachsen-Anhalt, unter der Firma Stasskol GmbH)
- Mülheim an der Ruhr (Nordrhein-Westfalen)
- Holzwicke (Nordrhein-Westfalen, unter der Firma ARCANUM)

### Weltweit
- USA: Katy (Texas)
- China: Peking, Kunshan
- Brasilien: Belo Horizonte, Sumare
- Italien: Mailand
- Indien: Poona
- Vereinigte Arabische Emirate: Dubai
- Ägypten: Kairo
- Thailand: Rayong
- Russland: Moskau
- Korea: Dangin-si
- Libyen: Tripolis

## NEUMAN & ESSER Stiftung
Zum 175-jährigen Bestehen des Unternehmens beschloss die Familie Peters im Jahr 2005 eine eigene Stiftung zu gründen: Die NEUMAN & ESSER Stiftung der Familie Peters. Zweck der Stiftung ist die Förderung von Wissenschaft und Forschung, Kultur und Denkmalschutz sowie Heimatgeschichte insbesondere in der Industrieregion Aachen. Verwirklicht wird der Förderzweck durch die Pflege und Erhalt von baulichen und technischen Anlagen, wissenschaftliche Stipendien sowie Zuschüsse an Museen und öffentliche Sammlungen.
Zu den geförderten Objekten zählen unter anderem das Lochner-Tor und das Lochner-Grabmal.

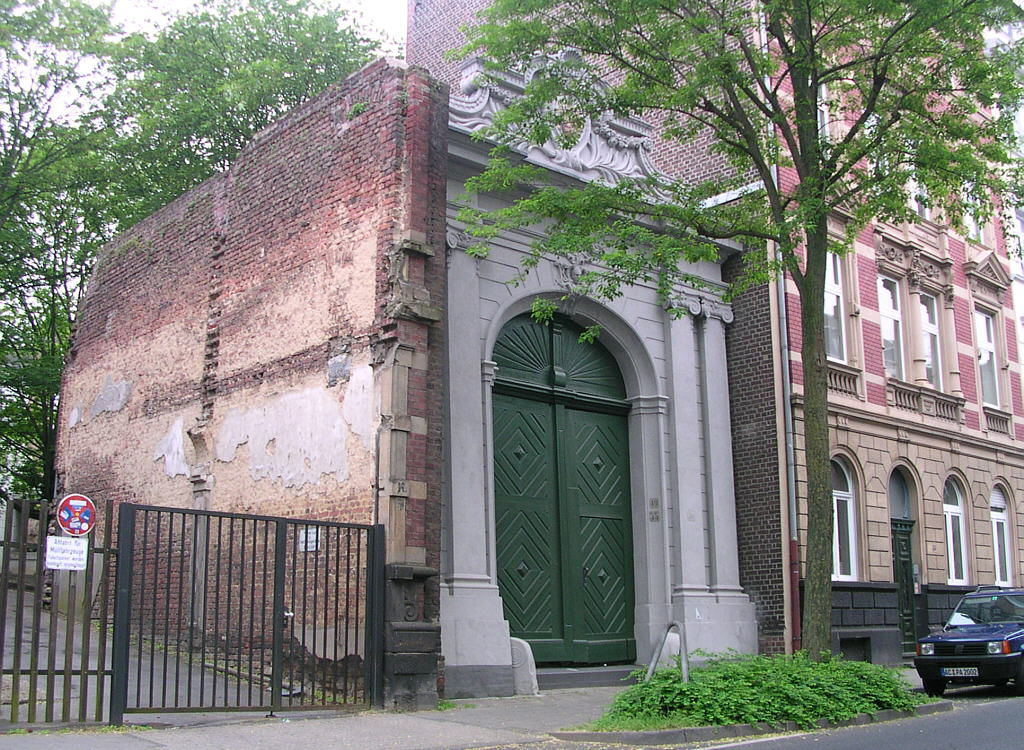
Lochner-Tor in Aachen
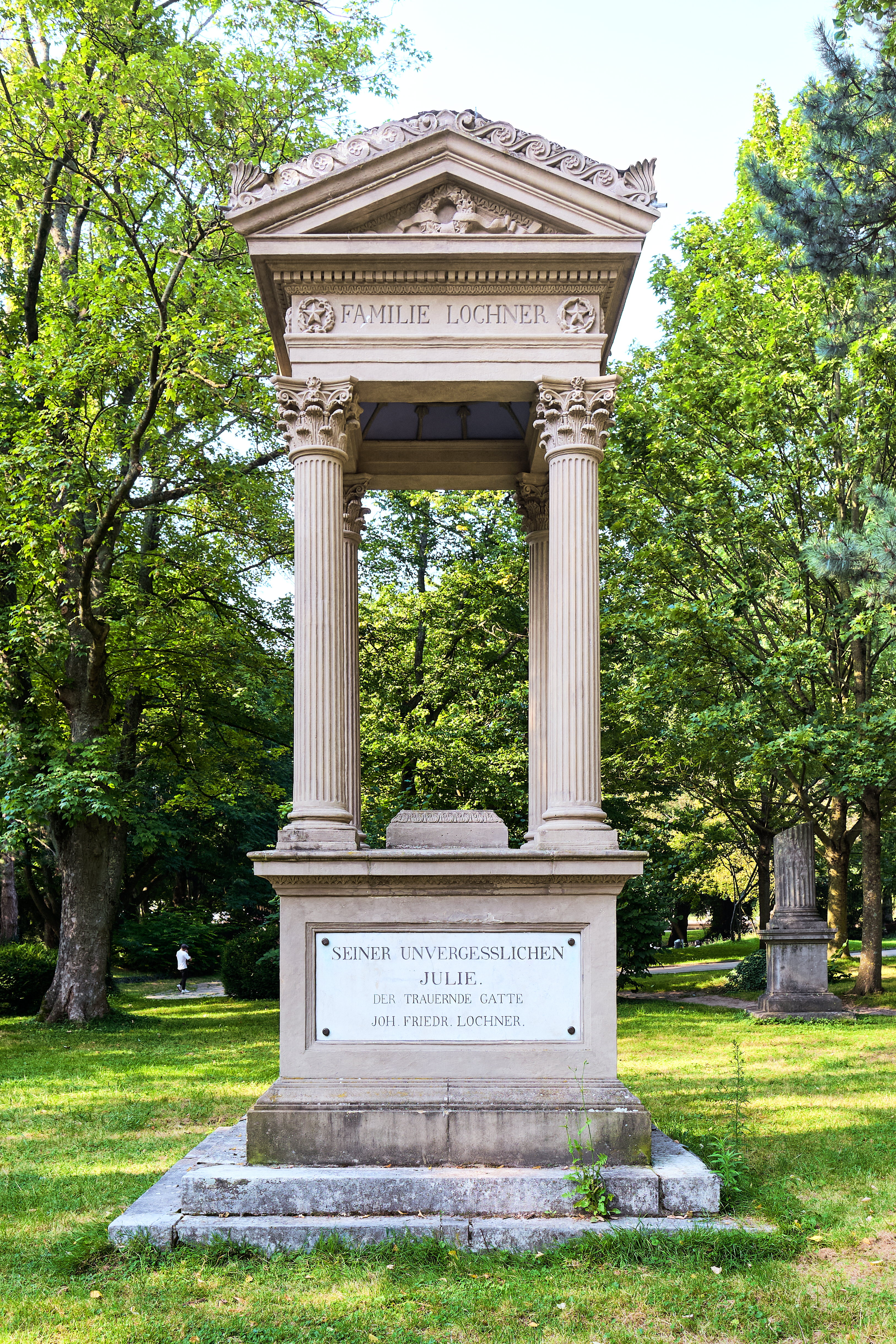
Lochner-Grabmal